# Кам'янка чорноголова
Кам'янка чорноголова (Oenanthe albonigra) — вид горобцеподібних птахів родини мухоловкових (Muscicapidae). Мешкає в Західній Азії.

## Опис

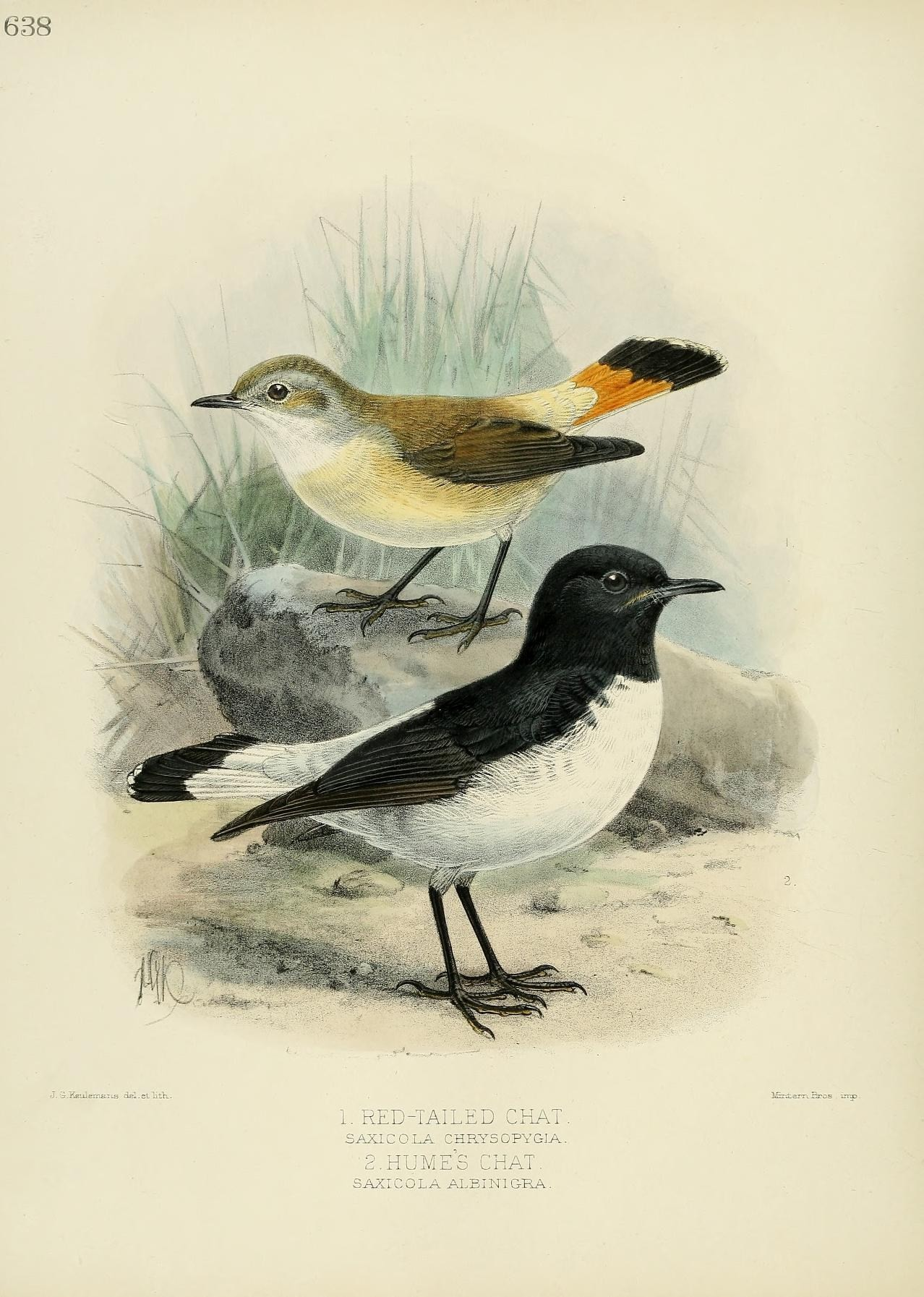
Перська кам'янка (зверху) і чорноголова кам'янка (знизу)

Довжина птаха становить 17 см. Виду не притаманний статевий диморфізм. Голова, горло і верхня частина тіла чорна, нижня частина тіла біла. Хвіст білий, центральні стернові пера і кінець хвоста чорні.

## Поширення і екологія
Чорноголові кам'янки мешкають в Ірані, східному Іраку, Афганістані, Пакистані, східному Омані, ОАЕ, трапляють в Бахрейні і Кувейті. Вони живуть в пустелях, напівпустелях і на кам'янистих пустищах. Зустрічаються на висоті до 3000 м над рівнем моря. Живляться комахами.